# سیدنی براون (بازیکن فوتبال)
سیدنی براون (انگلیسی: Sidney Brown؛ زادهٔ) بازیکن فوتبال اهل بریتانیا است.
از باشگاه‌هایی که در آن بازی کرده‌است می‌توان به باشگاه فوتبال وست برومویچ آلبیون، باشگاه فوتبال گیلینگام، باشگاه فوتبال کونگلتون تاون، و باشگاه فوتبال پورت ویل اشاره کرد.